# Justin Wong
Justin Wong, né le 18 novembre 1985, est un joueur professionnel de jeu vidéo américain d'origine coréenne[réf. nécessaire], spécialisé dans les jeux de combat en 2D sur borne d'arcade, en particulier ceux publiés par Capcom.[réf. nécessaire]
Plus connu sous le nom de Justin dans le monde du jeu vidéo, il est notamment célèbre pour avoir été l'adversaire malheureux de Daigo Umehara (surnommé « The Beast ») lors de la demi-finale du championnat EVO en août 2004 à Los Angeles sur le jeu Street Fighter III, ce dernier effectuant un retour magistral dans le jeu alors qu'il était mal en point,,,.
Justin sera de nouveau battu par Umehara lors de la finale de l'EVO 2009 sur Street Fighter IV.

## Carrière
En juin 2010, Justin Wong signe avec l'organisation de Joueurs Professionnels Evil Geniuses avec Martin « Marn » Phan, ils sont rejoints plus tard par Ricky Ortiz.

## Palmarès
| Année | Tournoi                       | Jeu                                     | Place | Personnage | Note                               |  |
| ----- | ----------------------------- | --------------------------------------- | ----- | ---------- | ---------------------------------- |  |
| 2001  | Evolution 2001                | Marvel vs. Capcom 2                     | 1er   |            |                                    |  |
| 2002  | Evolution 2002                | Marvel vs. Capcom 2                     | 1er   |            |                                    |  |
| 2003  | Evolution 2003                | Marvel vs. Capcom 2                     | 1er   |            |                                    |  |
| 2004  | Evolution 2004                | Marvel vs. Capcom 2                     | 1er   |            |                                    |  |
| 2005  | Evolution 2005                | Marvel vs. Capcom 2                     | 4e    |            |                                    |  |
| 2005  | Evolution 2005                | Street Fighter III Third Strike         | 2e    |            |                                    |  |
| 2006  | Evolution 2006                | Marvel vs. Capcom 2                     | 1er   |            |                                    |  |
| 2006  | Evolution 2006                | Tekken 5                                | 4e    |            |                                    |  |
| 2007  | Evolution 2007                | Marvel vs. Capcom 2                     | 2e    |            |                                    |  |
| 2007  | Evolution 2007                | Capcom vs. SNK 2                        | 3e    |            |                                    |  |
| 2008  | Evolution 2008                | Marvel vs. Capcom 2                     | 1er   |            |                                    |  |
| 2008  | Evolution 2008                | Street Fighter III Third Strike         | 2e    |            |                                    |  |
| 2009  | Evolution 2009                | Marvel vs. Capcom 2                     | 2e    |            | Battu par Daigo Umehara en finale. |  |
| 2009  | Evolution 2009                | Street Fighter III Third Strike         | 1er   |            | en (2V2) avec Issei Suzuki         |  |
| 2009  | Evolution 2009                | Street Fighter IV                       | 4e    |            |                                    |  |
| 2010  | Evolution 2010                | Marvel vs. Capcom 2                     | 1er   |            |                                    |  |
| 2010  | Evolution 2010                | Tatsunoko vs. Capcom                    | 3e    |            |                                    |  |
| 2011  | Canada Cup's Marvel Madness   | Super Street Fighter IV                 | 2e    |            |                                    |  |
| 2011  | Canada Cup's Marvel Madness   | Marvel vs Capcom 3                      | 1er   |            |                                    |  |
| 2011  | Canada Cup                    | Marvel vs Capcom 3                      | 2e    |            |                                    |  |
| 2011  | SoCal Regionals               | Super Street Fighter IV: Arcade Edition | 1er   |            |                                    |  |
| 2011  | Evolution 2011                | Marvel vs. Capcom 3                     | 3e    |            |                                    |  |
| 2012  | Community Effort Orlando 2012 | Super Street Fighter IV: Arcade Edition | 1er   |            |                                    |  |
| 2012  | Community Effort Orlando 2012 | Ultimate Marvel vs. Capcom 3            | 1er   |            |                                    |  |
| 2012  | Community Effort Orlando 2012 | Street Fighter X Tekken                 | 3e    |            |                                    |  |
| 2012  | Shadowloo Showdown 2012       | Ultimate Marvel vs. Capcom 3            | 3e    |            |                                    |  |
| 2013  | Evolution 2013                | Ultimate Marvel vs. Capcom 3            | 2e    |            |                                    |  |
| 2013  | Evolution 2013                | Street Fighter X Tekken                 | 2e    |            |                                    |  |
| 2013  | Evolution 2013                | Super Street Fighter IV: Arcade Edition | 13e   |            |                                    |  |